# Icono (informática)

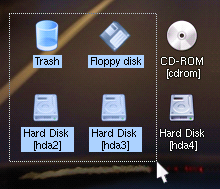
Iconos que pueden ser seleccionados por un cursor.

Un icono o ícono  es, en informática, un pictograma que es utilizado para representar archivos, carpetas, programas, unidades de almacenamiento, etc. en un sistema operativo gráfico. En el uso moderno, el icono puede representar cualquier cosa que los usuarios quieran: cualquier comando o proceso, o cualquier otro indicador.
Un icono informático generalmente está situado en el rango entre 16 por 16 pixeles hasta 128 por 128 pixeles. Algunos sistemas operativos ofrecen iconos soportados por 256 pixeles. Los usuarios con problemas de visión (debido a condiciones como la iluminación pobre, ojos cansados, impedimentos médicos, y/o fondos brillantes) pueden necesitar el ajuste del tamaño del icono.

## Historia
Los primeros iconos fueron desarrollados en los años 1970 por Xerox PARC, como una forma de hacer el uso de los computadores más sencillo para los usuarios. David Canfield Smith, entonces empleado de Xerox, acuñó el término icono para referirse a este tipo de imágenes. Las interfaces de los iconos fueron popularizadas más adelante por los sistemas operativos Apple Macintosh y Microsoft Windows.

## Formato
Los iconos pueden ser imágenes en un formato clásico (como PNG o JPEG) o archivos binarios en formato propietario. En Windows, los iconos son archivos binarios con la extensión .ico. En Mac, se trata de archivos de tipo .icns. En sistemas operativos basados en UNIX se utilizan imágenes simples de tipo PNG, SVG o XPM.

## Programas

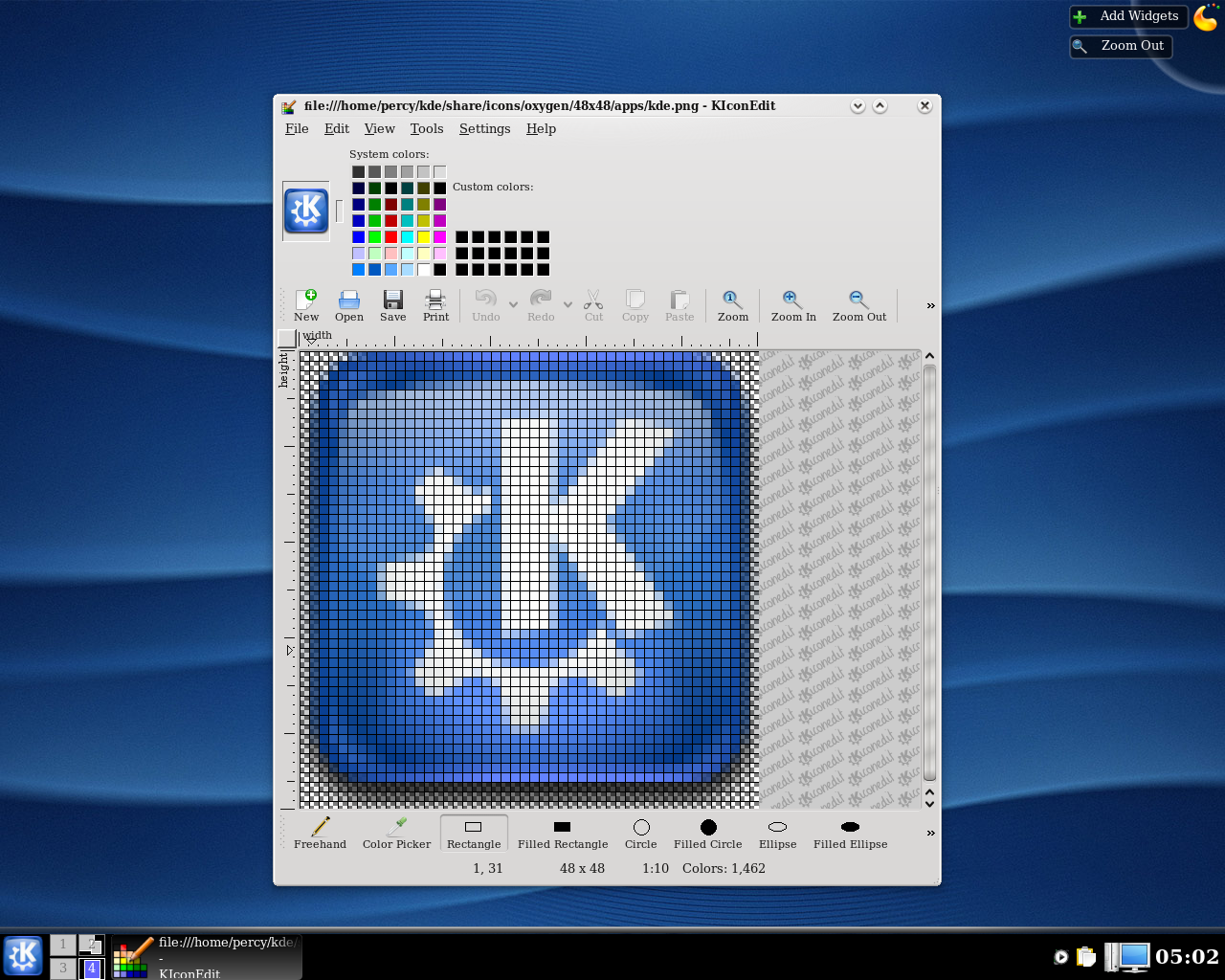
Edición de un icono usando KIconEdit.

Existen programas para crear y editar iconos para distintas plataformas. Los sistemas que utilizan imágenes simples sólo necesitan de un editor de imágenes estándar.
Los editores de iconos a menudo contienen un editor básico de imágenes para dibujar píxel por píxel utilizando herramientas sencillas y filtros. Algunos programas, sobre todo comerciales, vienen con características más avanzadas, junto con el software de edición de imágenes.
Una función importante de estos tipos de programas es la generación de los iconos a partir de imágenes. Algunos tienen una función de captura para crear un icono de la captura de una parte de la pantalla. Otra característica común es la extracción de iconos de los archivos binarios (archivo ejecutable. EXE o biblioteca de software. Dll).
También hay sitios web para hacer operaciones simples en los iconos.